# Миньюэ
Миньюэ (кит. трад. 閩越, упр. 闽越, пиньинь Mǐnyuè, вьет. Mân Việt, Манвьет) — древнее государство, расположенное на территории современной Фуцзяни (юг Китая). Миньюэ существовало параллельно с империей Хань.

## Население
Население Миньюэ принадлежало к пяти этническим группам, включая байюэ. 

## История
Миньюэ существовало примерно с 334 по 110 год до н. э.. Согласно Ши цзи, основатели страны были членами правящей династии царства Юэ, бежавшими после разорения Юэ царствами Чу и Ци в 334 году до н. э..
Миньюэ было частично завоёвано империей Хань в конце II века до н. э., однако расположение у гор сделало почти невозможным закрепление ханьцев на земле страны. Позже Миньюэ завоевал Намвьет под командованием Чьеу Да (со 183 по 135 год), а в 110 году до н. э. Хань присоединила Миньюэ.